# Primera circumscripció dels Pirineus Orientals
La primera circumscripció dels Pirineus Orientals és una de les 4 circumscripcions electorals per a l'Assemblea Nacional Francesa que componen el departament dels Pirineus Orientals (66) situat a la regió d'Occitània.

## Composició
El primer districte dels Pirineus Orientals és limitada per les fronteres electorals de la llei núm 86-1197 de 24 de novembre de 1986, que inclou:
- cantó de Perpinyà-3,
- cantó de Perpinyà-4,
- cantó de Perpinyà-5,
- cantó de Perpinyà-7,
- cantó de Perpinyà-9,
- cantó de Toluges.

## Diputats elegits
| Període                                  | Identitat     | Partit |
| ---------------------------------------- | ------------- | ------ |
| 1988-1993                                | Claude Barate | RPR    |
| 1993-1997                                | Claude Barate | RPR    |
| 1997-2002                                | Jean Vila     | PCF    |
| 2002-2007                                | Daniel Mach   | UMP    |
| 2007-2017                                | Daniel Mach   | UMP    |
| 2017-                                    | Romain Grau   | LREM   |
| les dades anteriors no són pas conegudes |               |        |
|                                          |               |        |